# José Paradela
José Antonio Paradela (28 de dezembro de 1998) é um jogador de futebol argentino que atua como Meio-campista do River Plate.

## Carreira
Começou a carreira no Rivadia Club em Lincoln, onde se sagrou campeão do Torneo Federal B, ascendendo à terceira divisão do futebol argentino, onde também conseguiu se destacar. Em 2018 foi transferido para o Club de Gimnasia y Esgrima La Plata. Em 2019 teve Diego Maradona como treinador, que se surpreendeu com suas qualidades técnicas e o indicou para o Napoli. Após longas negociações, em fevereiro de 2021 tornou-se um novo jogador do River Plate, equipe onde está atualmente.

## Títulos
Club Rivadavia
- Torneo Federal B: 2016

River Plate
- Supercopa Argentina: 2019
- Campeonato Argentino: 2021, 2023
- Trofeo de Campeones: 2021